# Victoire Van Nuffel
Victoire „Vic“ Van Nuffel (* 7. Oktober 1937 in Hombeek) ist eine ehemalige belgische Radsportlerin. 1959 wurde sie erste belgische Straßenmeisterin.

## Sportliche Laufbahn
Victoire Van Nuffel war die Tochter von Josephine Van Crombruggen und von Rik Van Nuffel; sie hatte einen Bruder. Der Vater führte ein Fahrradgeschäft in Hombeek. Beim Einmarsch der deutschen Wehrmacht 1940 wurde das Haus der Familie zerstört, und die Familie zog nach Mechelen. Der Vater wurde auf einen Arbeitseinsatz nach Deutschland verpflichtet. Die Tochter musste nach dem Krieg in einer Fabrik arbeiten, um zum Familieneinkommen beizutragen.
Schon als Kind träumte Van Nuffel davon, Radrennfahrerin zu werden. 1953 begann sie damit, Rennen zu bestreiten. Doch weder die lokalen Vereine noch der belgische Radsportverband wollten sie als Mitglied aufnehmen. Um Rennen fahren zu können, besorgte sie sich in Paris eine Lizenz des Weltradsportverbandes UCI. Von 1956 bis 1958 gewann sie drei Mal in Folge die ersten – inoffiziellen – belgischen Straßenmeisterschaften für Frauen in Belgien, die der Vater der Radsportlerin Yvonne Reynders organisiert hatte, und 1958 die ebenso inoffizielle Europameisterschaft.
1958 startete Vic Van Nuffel in Reims beim ersten Straßenrennen für Frauen bei Straßenweltmeisterschaften und belegte Platz vier. Der Verband untersagte ihr und den anderen belgischen Fahrerinnen, in belgischen Farben zu starten, weshalb sie weiße Trikots trugen.  Trotz heftiger Widerstände im Verband wurde im März 1959 in Anderlecht ein erstes internationales Rennen für Frauen in Belgien ausgerichtet, das die Weltmeisterin aus Luxemburg, Elsy Jacobs, gewann.
Am 28. Juni 1959 starteten 30 Teilnehmerinnen im Stadtpark von Antwerpen auf 40 Runden à 1,5 Kilometer zur ersten offiziellen belgischen Straßenmeisterschaft für Frauen. Vic Van Nuffel gewann und erhielt als erste Frau das tricolore trui der belgischen Meisterin. In den belgischen Zeitungen wurde nicht über diese Meisterschaft berichtet. Auf der Radrennbahn von Rocourt gewann sie zudem die belgische Meisterschaft im Sprint, nachdem sie zuvor mit Rik Van Steenbergen auf der Bahn von Walem trainiert hatte. 1960 wurde sie belgische Vize-Meisterin im Straßenrennen und 1961 belegte sie bei der nationalen Meisterschaft in der Einerverfolgung Platz drei.
1960 startete Van Nuffel erneut bei Weltmeisterschaften und wurde 18, nachdem sie kurz vor dem Ziel gestürzt war. Sie wurde von renommierten Teams verpflichtet: Zunächst fuhr sie unter Briek Schotte im belgischen Team Flandria, ab 1960 für die französischen Teams Leroux-Helyett, dem Team von Jacques Anquetil, und Peugeot. Sie zog nach Paris und trainierte bei dem Sprint-Weltmeister von 1930, Louis Gérardin, und um in Frankreich und Italien gut dotierte Rennen zu fahren. In Paris wurde ihr auch klar, dass sie lesbisch ist. Da sie vom Radrennsport allein nicht leben konnte, arbeitete sie zwischendurch in Battel in einem zu einem Kastell umgebauten Landhaus der vermögenden Familie Empain.

## Diverses
1966 beendete Vic Van Nuffel wegen anhaltender Kniebeschwerden ihre Radsportlaufbahn und zog an die belgische Küste. Sie bekam noch eine Anfrage aus Italien, dort ein Team zu leiten, aber ihre Entscheidung war gefallen.  In Blankenberge arbeitete sie zunächst in einem Café, bis sie 1969 das eigene Café Central in Zeebrugge eröffnete. „Vic van den Central“ führte das Café, das auch ein Treffpunkt von Radsportlern und Fußballern war, bis sie um die Jahrhundertwende in Rente ging. Sie verschwieg nie ihre sexuelle Orientierung und engagiert sich bis heute gesellschaftlich-politisch. Sie versteht sich als Feministin, auch aufgrund ihrer zum Teil demütigenden Erfahrungen in ihrer Zeit als Radsportlerin, als man etwa versuchte sie, um ihr Preisgeld zu betrügen, oder die Frauen bei Rennen über besonders schlechte Straßen schickte. In den 1990er Jahren demonstrierte sie für die Legalisierung von Abtreibungen in Belgien und beteiligt sich unter anderem jährlich am Nationalen Frauentag, der in Belgien am 11. November gefeiert wird.
Anlässlich des 60. Jahrestages ihrer Meisterschaft wurde Vic Van Nuffel im Rathaus von Gent geehrt. Bei diesem Anlass übergab sie ein gerahmtes historisches Foto von sich dem Koers. Museum van de Wielersport in Roeselare.

## Erfolge
1959
- Belgische Meisterin – Straßenrennen
- Belgische Meisterin – Sprint